# Термінологія гомосексуальності

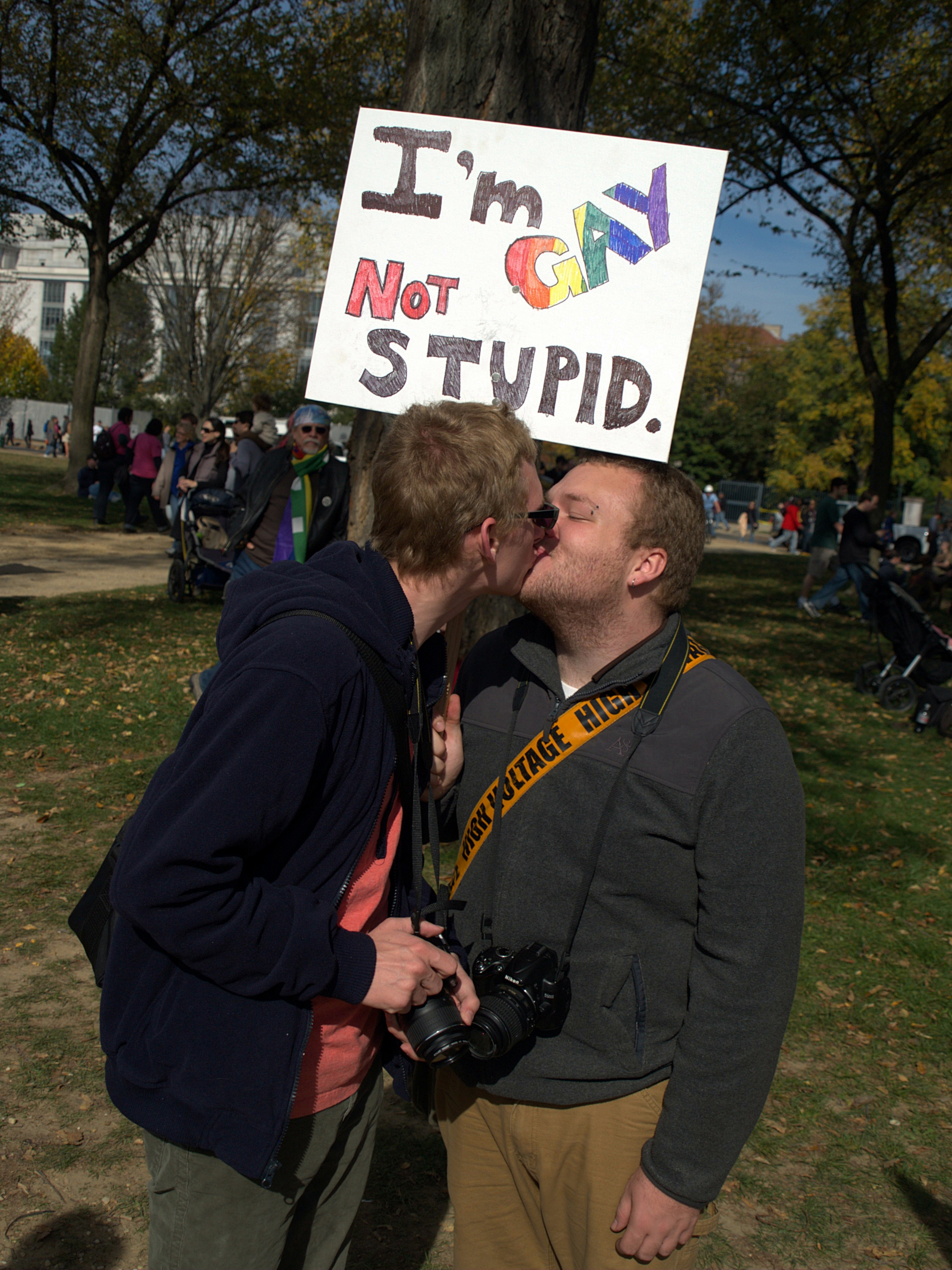
Двоє чоловіків на мітингу вказують на свою приналежність до слова гей в контексті одностатевої орієнтації та протестують проти його використання у іншому, образливому значенні.

Термінологія для позначення гомосексуальності і одностатевих відносин вельми різноманітна. Різні поняття, що виникли в різні періоди часу в різних культурах, можуть охоплювати як гомосексуальну поведінку, так і гомосексуальну ідентичність. При цьому з часом терміни можуть змінювати своє значення і конотацію, застарівати або, навпаки, входити в щоденний обіг. У даній статті наводиться огляд елементарної термінології, яка стосується ЛГБТ+-спільноти.

## Історична термінологія
Одним з найстаріших найменувань для одностатевих сексуальних контактів є поняття педерастії та содомії.
Педерастією в античні часи називалися сексуальні відносини хлопчиків з чоловіками. Починаючи з XVI століття педерастами в Європі стали називати всіх чоловіків, які практикують секс із чоловіками. В жаргонній мові цей термін отримав безліч варіантів - «підор», «педик» та інші.
Починаючи з епохи Відродження хлопчиків і юнаків, які перебувають на утриманні у дорослих чоловіків або пропонують послуги чоловічої проституції в Європі називали катамітамі (похідне від Ганімеда - молодого коханого Зевса).
Термін «содомія» або «содомський гріх» в середні віки позначав будь-який «неприродній» сексуальний контакт, однак, найчастіше содомітами називали чоловіків, які практикують одностатеві сексуальні контакти  . Зазвичай розрізняли «власне содомію», під якою розумілося злягання з проникненням, і «іншу содомію»  . Питання про те, чи відносити сексуальні контакти між жінками до «справжньої» або до «несправжньої» содомії, породжував багато суперечок серед богословів, так як, на їх погляд, між жінками неможливо «справжнє проникнення».
У середньовічній християнській Європі було і безліч інших термінів для позначення одностатевих сексуальних практик. Часто не робилося ніякої різниці між гомосексуальними контактами і єрессю. У давньофранцузькій мові з'явилося слово bougre, що стало синонімом содомії   . Цікаво, що це слово походить від латинського позначення болгар і виникло через існувала в середньовічній Франції болгарської секти, членів якої Католицька церква звинуватила в скоєнні ритуальних анальних зносин  . Пізніше це слово проникло і в англійську мову, трансформувавшись в buggery  . У 1533 році в результаті прийняття в Англії закону Buggery Act це слово стало юридичним терміном . Від нього ж походить і жаргонне слово «бугор»  .
У давньоруському церковному праві крім поняття «содомія», що включає будь-які анальні зносини і скотолозтво, існувало також поняття «мужеблудіє», що включає будь-які сексуальні контакти між чоловіками і «мужолозтво», що має на увазі конкретно лише анальні зносини. Пізніше термін «мужолозтво» саме в значенні анальних сексуальних контактів між чоловіками увійшов в російське і радянське антигомосексуальне законодавство  .
Для позначення жіночої гомосексуальності існує значно менше термінів, ніж для чоловіків. В античні часи жінок, що мали одностатеві сексуальні контакти, називали трібадія. Пізніше від цього слова був утворений термін «трибадизм», який згодом звузив своє значення для позначення конкретної сексуальної практики між жінками. У новий час з'явилися й інші терміни - «сапфічне кохання» і «лесбійське кохання» (також «лесбійка», «лесбійство» та інші похідні), утворені від імені давньогрецької поетеси Сапфо і острова Лесбос, на якому вона жила.

## Поява першої наукової термінології
З появою і розвитком сексології вчені, які займаються вивченням одностатевого кохання, стали шукати більш нейтральні терміни для позначення таких відносин. Крім того, виникнення в Європі правозахисного руху, спрямованого на декриміналізацію одностатевих відносин, також внесло свою частку в розвиток термінології.
Для опису одностатевих відносин між дорослими стало використовуватися поняття «сексуальної інверсії», яке спочатку виникло у французькій мові  .

Поняття сексуальної інверсії було введене в ужиток в 1880-х роках в роботах Шарко, Маньяна і Шевальє. При цьому термін «інверсія» вже вживався в німецькій літературі в іншому значенні. Так, Альберт Молль робить відмінність між інверсією і гомосексуальностью, розуміючи під інверсією лише ті випадки, коли чоловік відчуває себе як жінка і його потяг направлено лише на «справжніх» чоловіків.

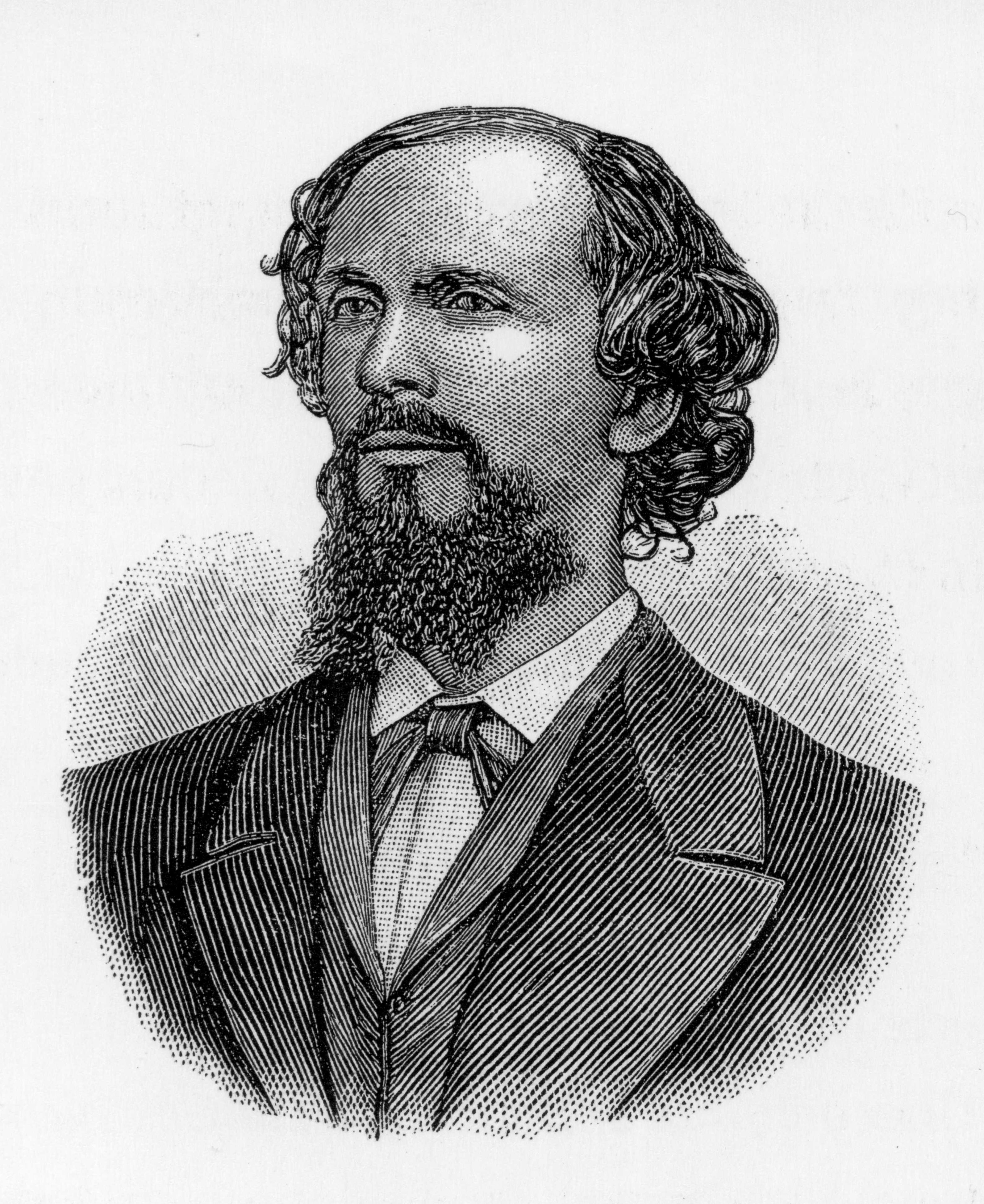
Карл Генріх Ульріхс

У 1864 році Карл Генріх Ульріхс запропонував термін «уранізм» для позначення одностатевого сексуальності. Карл Генріх Ульріхс також був гомосексуальним і вважав, що між урнінгамі (гомосексуальними чоловіками) і діонінгамі (гетеросексуальними чоловіками) існує настільки величезна різниця, що він навіть зараховував урнінгамів до «третьої статі» . Крім того, чоловіків, які відчувають потяг як до чоловіків, так і жінкам, Карл Генріх Ульріхс назвав уранодіонінгамі. Пізніше Карл Генріх Ульріхс поширив ці терміни і на жінок, які відчувають одностатевий потяг, і називає їх урніндамі  . Однак терміни Карла Генріха Ульріхса не прижилися в науці.

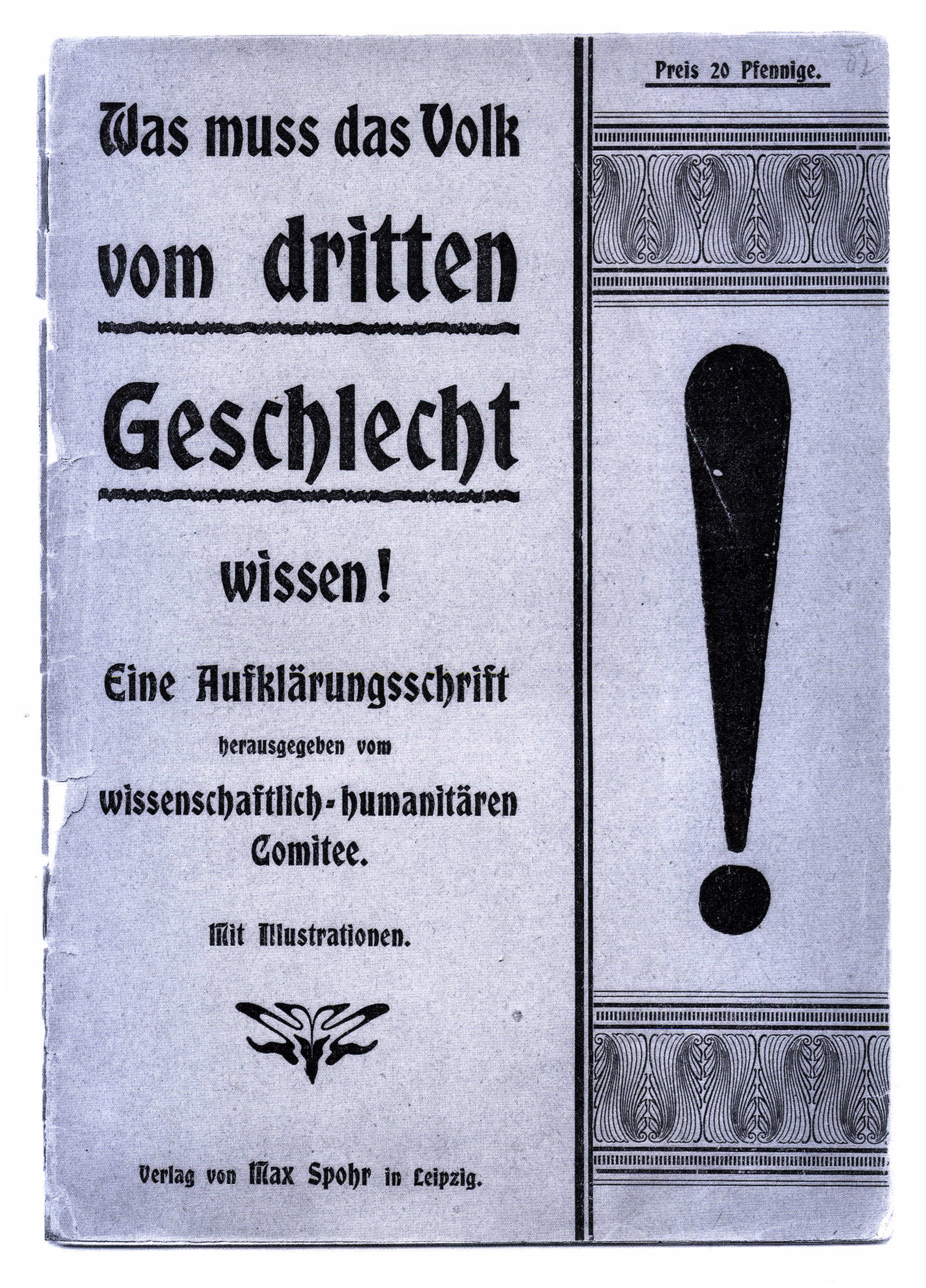
«Що повинен знати народ про третю стать» Магнуса Гіршфельда

Поняття «третьої статі» використовувалося і іншими авторами. Однак якщо, наприклад, Карл Карл Генріх Ульріхс відносив до третьої статі гомосексуальних чоловіків, то Магнус Гіршфельд критикував таке вживання і зараховував до третьої статі всіх людей, що відрізняються від «абсолютних статевих типів», і поділяв їх на чотири групи: гермафродити, андрогіни, гомосексуали і трансвестити. Хиршфельд відносив всі перераховані категорії до «проміжниї сексуальниї сходів».
У 1869 році німецьким психіатром Карлом Вестфалем був запропонований термін «контрерсексуальність» (від фр. contraire - протилежний)  або «протилежна сексуальність». Цей термін досить активно використовувався в науковій літературі, зокрема, такими вченими, як Ріхард фон Крафт-Ебінґ, Аьберт Молль, Гевлок Елліс і іншими, проте, і цей термін, як і термін «уранізм», був пізніше повністю витіснений терміном «гомосексуальність»  .

## Гомосексуальність

### Виникнення терміна

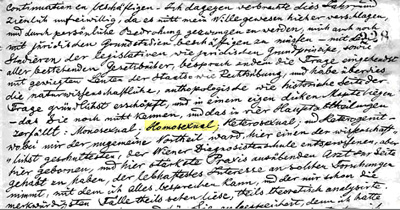
Перша згадка слова Homosexual в листі Кертбені

У 1869 році австрійський публіцист угорського походження Карл Марія Кертбені в своїх анонімних брошурах вперше вживає термін Homosexual для позначення чоловіків, які відчувають статевий потяг до осіб тієї ж статі. Німецький сексолог, доктор Магнус Гіршфельд в своїй монографії «Гомосексуальність чоловіка і жінки», перше видання якої вийшло в 1914 році, проводить аналіз різної термінології, пов'язаної з одностатевою сексуальністю, і зазначає, що поряд з терміном homosexual для позначення властивості (тобто в якості прикметника).
Слід зазначити, що терміни «гомосексуальність» і «гетеросексуальність» спочатку позначали виключно сексуальну поведінку, а не почуття, бажання або фантазії. Хиршфельд критикує положення, при якому гомосексуальність асоціюється лише з одностатевими сексуальними актами, в першу чергу з анальним сексом, і зазначає, що гомосексуальним може бути і людина, яка жодного разу не вступала в одностатеві сексуальні контакти, так само як і людина, що практикує одностатеві контакти, може же не бути гомосексуальною.
Термін «бісексуальність» виник пізніше за допомогою приставки бі- ( «обидва», «два») і доповнив континуум гомосексуальність - бісексуальність - гетеросексуальність. На початку XX століття ці слова і похідні від них міцно зміцнилися в науковій і повсякденній мові. Гомосексуальністю стали називати потяг до представників своєї статі, а гетеросексуальністю - потяг до представників протилежної статі. Бісексуальність означає змішаний потяг до осіб обох статей  .

## Пізня термінологія

### Нова термінологія періоду гей-емансипації

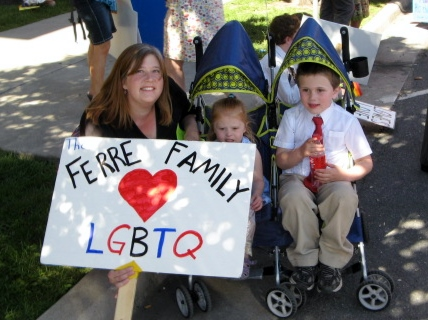
LGBTQ - розширення акронима ЛГБТ словом «квір»

У 1924 році німецьким астрономом, письменником і психоаналітиком Карлом-Гюнтером Хаймзотом був використаний термін «гомофілія» (з грец. φιλία - «любов»). В кінці 1950-х - початку 1960-х років термін «гомофілія» вже набув широкого поширення. Різні групи, що виникли в цей період, носили загальну назву гомофільного руху. Особливо активно «гомофільні» настрої спостерігалися в Скандинавії, Нідерландах, Франції, США, Великій Британії та ФРН. В цей же час був створений і термін «гомотропія» (від грец. τρόπος - «напрям»), однак він не був прийнятий.
На початку XX століття в англійській гомосексуальній субкультурі починає активно використовуватися слово «гей», яке потім з'являється в США і в 1950-ті роках отримує також поширення в Західній Європі. У США цей термін перестає бути сленговим словом і наповнюється політичним та ідеологічним значенням. На початку 1990-х років це слово також набуває поширення і в Україні        .
В середині-кінці 1980-х років в англійській мові виник акронім ЛГБ для позначення лесбійок, геїв і бісексуалів. З 1990-х років він був розширений до ЛГБТ і став включати і трансгендерів. В даний час існують його розширені версії, що включають також і інші групи людей, наприклад, квір, інтерсексуалів, асексуалів і інших - ЛГБТІК+.
У 1990-ті роки деякі американські гей-активісти стали демонстративно називати себе словом «квір» (англ. queer спочатку є одним з найбільш грубих образ для гомосексуалів, наявних в англійській мові. Тим самим вони підкреслювали те, що не тільки не відчувають сором за себе, а й пишаються своєю сексуальністю. Разом з тим, поняття «квір» включає в себе не тільки гомосексуалів незалежно від статі і способу життя, а й всі категорії осіб, які не хочуть називатися словом straight, куди можна також віднести і гетеросексуалів, які не відчувають себе «звичайними гетеросексуалами» (див. квір-гетеросексуальність).
На початку 1990-х років виникло поняття ЧСЧ - чоловіки, які практикують секс з чоловіками, яке використовується, в основному, в області профілактики інфекцій, що передаються статевим шляхом. Термін позначає всіх чоловіків, які постійно або періодично практикують одностатеві сексуальні контакти. Швидкому поширенню терміна сприяли результати досліджень, згідно з якими поширення інфекційних захворювань пов'язано з сексуальною поведінкою людини, а не з його сексуальною ідентичністю і сексуальними уподобаннями. Поряд з ЧСЧ використовується також і термін ЖСЖ для позначення жінок, що мають сексуальні контакти з жінками.
Для позначення людей різних сексуальних орієнтацій, відмінних від гетеросексуальности, часто вживатися загальний термін «сексуальні меншини» (або, коротше, «секс-меншини»).

### Сленг і жаргон
В українській мові для позначення гомосексуальних чоловіків часто використовується слово «голубий». Це позначення є новішим і його етимологія і історія не вивчені. Деякі дослідники пов'язують його з ласкавим зверненням «голубе» (від слова «голуб»), інші - з натяком на аристократизм і «блакитну кров».
На думку Володимира Козловського, що займається вивченням арго російськомовної гомосексуальної культури, слово «блакитний» походить від американізму blueribbon ( «блакитна стрічка»), яке в тюремному сленгу кінця XIX - початку XX століть означало пасивного гомосексуального чоловіка. Згідно Козловському, це слово в 1920-1930-і роки проникло в російську тюремний сленг, а потім в 1960-1970-і роки набуло широкого поширення в молодіжному середовищі, а потім і увійшло в загальновживану лексику. Незважаючи на те, що позиція Козловського виявилася досить слабкою, в лінгвістичних колах вона стала домінуючою. Існує і безліч інших найрізноманітніших версій походження цього позначення.
Стосовно лесбйок і всього, пов'язаного з жіночою гомосексуальностью, в українській розмовній мові інколи вживається прикметник «рожевий».